# Гвадоскијаво (Беневенто)
Гвадоскијаво је насеље у Италији у округу Беневенто, региону Кампанија.
Према процени из 2011. у насељу је живело 43 становника. Насеље се налази на надморској висини од 839 м.